# Rachovia
 Rachovia  és un gènere de peixos de la família dels rivúlids i de l'ordre dels ciprinodontiformes.

## Taxonomia
- Rachovia brevis (Regan, 1912)
- Rachovia hummelincki (de Beaufort, 1940)
- Rachovia maculipinnis (Radda, 1964)
- Rachovia pyropunctata (Taphorn & Thomerson, 1978)
- Rachovia stellifer (Thomerson & Turner, 1973)[1][2][3][4][5]